# 新加坡—阿聯酋關係
新加坡－阿聯酋關係，是指歷史上的新加坡和阿聯酋（包括現在新加坡共和國與阿拉伯聯合酋長國）之間的雙邊關係。新加坡與阿聯酋自1973年起開始商貿往來，兩國其後在1985年5月15日建交。

## 歷史
新加坡與阿聯酋自1973年起便開始有商貿往來。1974年，新加坡首次派出貿易代表團訪問包括阿聯酋在內的中東國家，同年新加坡外交部部長拉惹勒南訪問阿聯酋，為兩國之間首次的官式接觸。其後阿聯酋阿布達比和沙迦的貿易代表團亦分別在1976年和1978年首度訪問新加坡。
1984年，新加坡在阿聯酋杜拜建立其在中東第二個貿易辦事處。翌年，新加坡和阿聯酋建交。1996年，新加坡在杜拜建立領事館，該領事館在2005年獲升格為總領事館，其後新加坡又在2008年阿布達比建立大使館，並在2012年委任巴哈迪亚擔任首任常駐阿聯酋大使。阿聯酋則在2001年在新加坡建立大使館。2000年，新加坡總理吳作棟訪問阿聯酋，為新加坡總理首次訪問阿聯酋，而在2001年訪問新加坡的杜拜王儲穆罕默德·本·拉希德·阿勒馬克圖姆是阿聯酋訪問新加坡的最高級別官員。

## 經貿關係
- 新加坡出口到阿联酋的产品[11]
- 阿联酋出口到新加坡的产品[12]

直至2016年，阿聯酋是新加坡在中東最大的經濟夥伴，有超過350家新加坡公司在阿聯酋設立業務，涵蓋基建、地產、通訊、運輸、水利、資訊科技、商貿等行業。
根據經濟複雜性研究中心網站上的數據，新加坡對阿聯酋的出口額在1995年至2005年間一直徘徊在5億至15億美元的水平，在2006年升至25億美元，2007年有所回落，但自2008年起大致呈上升趨勢，2014年時達至55億美元的新高。新加坡主要向阿聯酋出口機械及重金屬，自2013年起，鞋類產品佔出口產品的份量開始上升。
而阿聯酋對新加坡的出口額在1995年至2004年間徘徊在20億美元以下，但自2004年起開始大致呈上升趨勢，至2013年出口額更超過140億美元。阿聯酋主要向新加坡出口原油和精煉石油。

## 外部連結
- 新加坡駐阿聯酋大使館 （页面存档备份，存于）
- 新加坡駐杜拜總領事館 （页面存档备份，存于）
- 阿聯酋駐新加坡大使館